# Илявица
Илявица е бивше село в Егейска Македония, Гърция, на територията на дем Нестрам, област Западна Македония.

## География
Селото е било разположено в днешното землище на село Гръче.

## История
Село Илявица е било малко българско село, изоставено в размирното време в края на XVIII век при конфликта на Али паша Янински и други албански феодали с централната власт.